# JA全農 COUNTDOWN JAPAN
『JA全農 COUNTDOWN JAPAN』（ジェイエーぜんのう カウントダウン・ジャパン、ZEN-NOH COUNTDOWN JAPAN）は、TOKYO FMをキーステーションに38局ネットで放送しているランキング形式の音楽番組。2013年（平成25年）4月6日から現在のタイトルに変更された。

## 概要
邦楽 (J-POP) のベスト10を発表する番組で、半蔵門のTOKYO FM本社スタジオから生放送する。1993年6月19日から2016年8月6日まで、渋谷のTOKYO FM渋谷スペイン坂スタジオから公開生放送した。
1994年（平成6年）4月2日から2010年（平成22年）3月27日まで、土曜日午後1 - 4時のカウントダウン番組集合枠レーベル「カウントダウンステーション」の第1部として放送した。

## 番組の歴史
- 1971年（昭和46年）11月 - 『ステレオ歌謡バラエティ』の1コーナーとして、『歌謡&ポップス・ワイド・ベストテン』（かようアンドポップス・ワイド・ベスト・テン）が放送を開始する。パーソナリティは歌謡曲が宿谷このみ、ポップスがシリア・ポールがそれぞれ担当し、当番組の原点となる。
- 1974年（昭和49年）4月6日 - ステレオ歌謡バラエティから独立して土曜日の午後1時枠に、三和シヤッターを冠スポンサーとして『三和シヤッター 歌謡曲ベスト・テン』（さんわシャッター かようきょくベスト・テン）の放送を開始する。パーソナリティは『歌謡&ポップス・ワイド・ベストテン』から山崎唯と宿谷が引き継いだ。
- 1975年（昭和50年）4月5日 - 提供スポンサーが、三和シヤッターから化粧品メーカーの小林コーセーへ変わり、『コーセー化粧品 歌謡ベスト10』（コーセーけしょうひん かようベストテン）にタイトルを変更する。2代目パーソナリティとして作曲家の宮川泰が担当する。宮川のパートナーとしてFM東京アナウンサーの丸木陽子が起用された[1]。
- 1985年（昭和60年）6月 - アシスタントの丸木が心不全により35歳で他界し、7月27日の放送までFM東京アナウンサーの田中美登里が代替した。[要出典]
- 1985年（昭和60年）8月3日 - 宮川の新パートナーとして、タレントの相本久美子が登場。
- 1985年（昭和60年）11月23日 - この日、TOKYO FMが新宿・KDDビルから半蔵門・FMセンタービルに移転した事を受けてスタジオも半蔵門本社・Qスタジオに移転。
- 1987年（昭和62年）10月3日 - 宮川のパートナーが相本から河野多紀に交代。
- 1989年（平成元年）10月7日 - タイトルを『KOSE 歌謡ベスト10』（コーセー かようベストテン）に改題（冠を「コーセー化粧品」から「KOSE」に改め、番組内ジングルなど若干変更）。
- 1990年（平成2年）3月31日 -  宮川が15年に渡り務めたパーソナリティを勇退。同じく宮川時代の最後のパートナーだった河野も卒業した。
- 1990年（平成2年）4月7日 -  3代目パーソナリティとして深野義和が登場、パートナーは早坂あきよが務める。
- 1990年（平成2年）10月6日 - 深野のパートナーが早坂あきよから麻木久仁子に交代。
- 1991年（平成3年）9月7日 - 提供スポンサーの小林コーセーが社名を「株式会社コーセー」に変更。
- 1991年（平成3年）10月5日 - 音楽シーンの移り変わりとともに、これまでの『歌謡ベスト10』のタイトルを『KOSE カウントダウン・ジャパン』（コーセー カウントダウン・ジャパン）に改題する。コーセーがスポンサーの時はコーセー製品（化粧品など）のプレゼントコーナーもあったが、ライバルの化粧品メーカーのCMソングはランクインされなかったこともある。

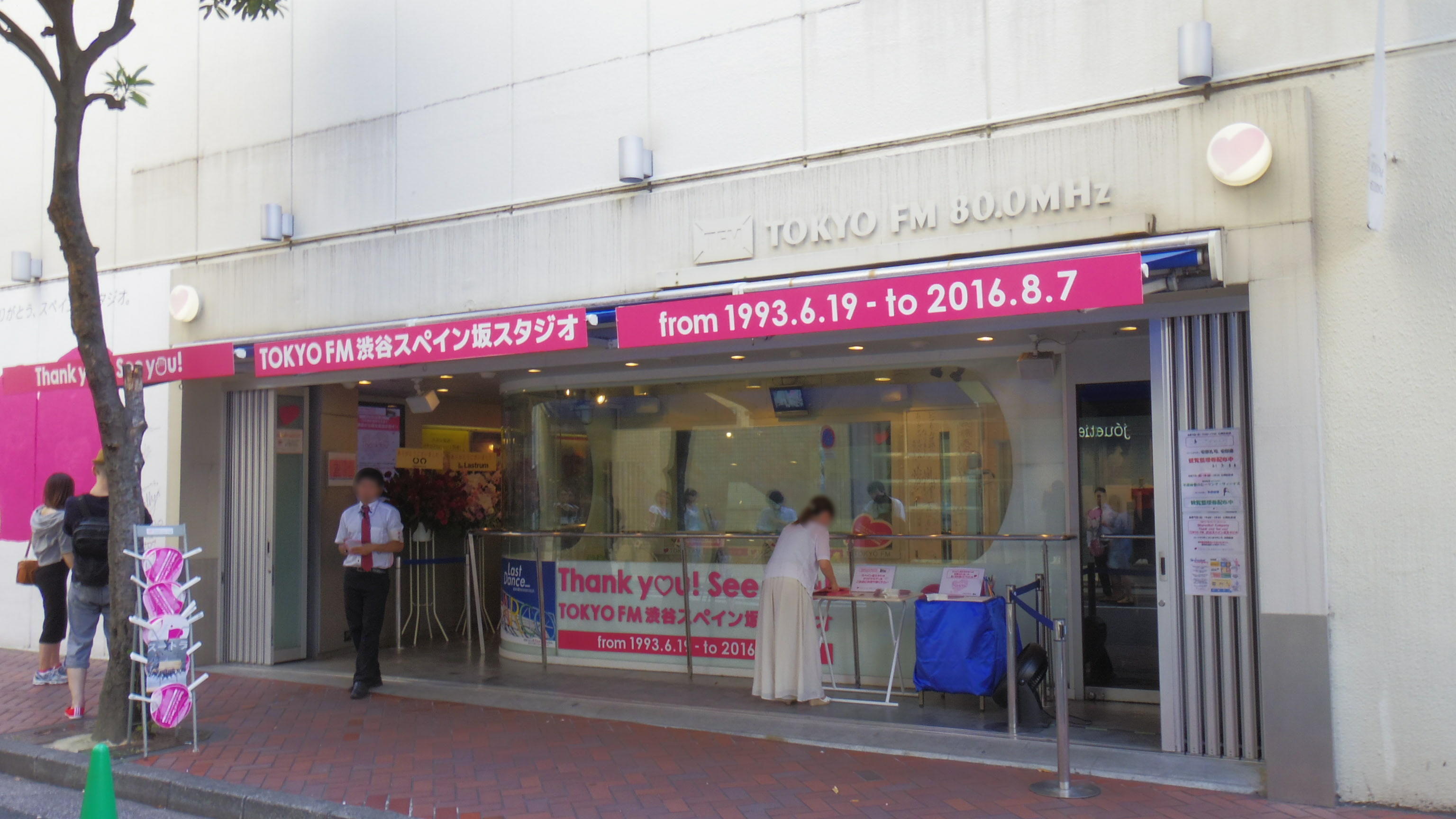
1993年から生放送を行っていたTOKYO FMスペイン坂スタジオ（2016年8月7日撮影）

- 1993年（平成5年）6月19日 - 東京・渋谷PARCOにTOKYO FMスペイン坂スタジオがオープン。この日より同スタジオからの放送となる（天候や事情で使用出来ない場合には引き続き半蔵門本社のQスタジオ→アースギャラリーを使用）。
- 1994年（平成6年）11月 - 麻木が産休のため降板し、新パートナーとしてTOKYO FMアナウンサーの松本ともこが後継した。
- 1996年（平成8年）10月5日 - 21年間提供してきたコーセーからコンビニエンスストアのローソンに提供スポンサーが交代、『LAWSON カウントダウン・ジャパン』（ローソン カウントダウン・ジャパン）にタイトルを変更。JFN共通ジングルが取り入れられた頃からは、ローソンの店内放送『LAWSON CSほっとステーション』でも放送されたことがあった。地上波同様JFN共通ジングルも流していたが、「You are listening to your favorite」のみ流れた。
- 2002年（平成14年）4月6日 - 提供が自動車メーカーのダイハツ工業（トヨタグループ）に変わり、『DAIHATSU カウントダウン・ジャパン』（ダイハツ カウントダウン・ジャパン）となる[注 1]。
- 2003年（平成15年）9月27日 - 深野が14年務めたパーソナリティを勇退。同時にダイハツがスポンサー降板、松本も番組を卒業した。
- 2003年（平成15年）10月4日 - 4代目パーソナリティとして落合隼亮が登場、パートナーに水木ゆうなを据え、提供社も携帯電話会社のボーダフォン（現：ソフトバンク）に変わり『Vodafone カウントダウン・ジャパン』（ボーダフォン カウントダウン・ジャパン）に改め、番組内容を大幅にリニューアルするとともに、落合らがミニドラマ仕立てで送るオリジナルCMも番組内で放送される。ボーダフォン時代は放送終了後に同社のカメラ付き携帯電話で撮った写真が番組公式ホームページに載っていた。
- 2005年（平成17年）4月2日 - 落合のパートナーが水木から遠藤久美子に交代。
- 2006年（平成18年）3月25日 - この日の番組冒頭で、2代目パーソナリティ・宮川泰の逝去（3月21日、75歳没）の旨を在りし日の音源とともに報告。なお、同日をもって落合と遠藤が番組を卒業し、ボーダフォンもスポンサーから降板した。
- 2006年（平成18年）4月1日 - 冠が外れ、『カウントダウン・ジャパン』を統一タイトルとする。5代目パーソナリティとして荘口彰久（元ニッポン放送アナウンサー）が登場、パートナーに河辺千恵子を据え、さらに「カウントダウンサポーター」として、結成して間もないAKB48の当時のメンバーが週替りで3人出演（その後は1 - 2人の週もあった）。4月1日から9月30日までの半年間はノンスポンサーとなり、番組直前及び番組内でAKB48のCMを放送していた[注 2]。
- 2006年（平成18年）10月7日 - ランキング集計がこれまでのリクエストに加え、JFN各局のオンエア回数、携帯電話による着メロのダウンロード回数、さらにCDの売り上げポイント、といった4要素からなる集計方式となった。AKB48のサポーター出演もそのまま継続しており、新コーナーとしてAKB48のメンバーが今後ランクインが予想される楽曲を紹介する「COUNT DOWN JAPAN NEXT」が新設された。この日から2007年春改編まで、提供スポンサーは1か月単位で変わり、複数社になったこともあった。
- 2007年（平成19年）3月31日 - AKB48が番組レギュラーを卒業。「COUNT DOWN JAPAN NEXT」は河辺が紹介することになる。
- 2007年（平成19年）4月7日 - スキンケア事業のDHCが冠スポンサーにつき、1年ぶりに冠スポンサー番組となり、タイトルも『DHC カウントダウン・ジャパン』（ディーエイチシー カウントダウン・ジャパン）となった。
- 2008年（平成20年）4月5日 - 荘口のパートナーが河辺からタレントの高樹千佳子に交代。
- 2009年（平成21年）12月5日 - 高樹が椎間板ヘルニアを患い、病気療養のために芸能活動を一時休止すると発表。そのため5日と12日の放送は代役を起用せず荘口のみで番組を進行した。19日から高樹が芸能活動を再開し、当番組で復帰した。2010年（平成22年）1月9日に高樹の椎間板ヘルニアが再発して再び出演を見合わせたため荘口が一人で番組を進行した。高樹は1月30日の放送を最後に番組を降板している。
- 2010年（平成22年）2月6日 - 3月27日 - 高樹千佳子の降板により、2月は高樹の後輩にあたるタレントの皆藤愛子、3月は高樹と同じ事務所（セント・フォース）のフリーアナウンサーである中田有紀がそれぞれ1か月ずつ担当した。
- 2010年（平成22年）4月3日 - 番組タイトルを『DHC COUNTDOWN jp』（ディーエイチシー カウントダウン・ジェイピー）に変更、これにより18年半に亘って使用された『カウントダウン・ジャパン』のタイトルが消滅。荘口の新パートナーに女優の鈴木杏を起用するなど、番組内容もやや一新された。5月8日から6月5日まで舞台長期公演中の鈴木に代わり、お笑い芸人のにしおかすみこが代理を担当した。
- 2011年（平成23年）3月12日 - 前日に発生した東日本大震災に伴い、TOKYO FMを始めJFN全局が報道特別番組を編成して、放送休止となった。
- 2011年（平成23年）3月26日 - 鈴木杏が降板し、4月2日から2012年3月までにしおかが後継する。
- 2012年（平成24年）3月31日 - この日を最後にDHCが5年間務めたスポンサーを降板、同時に荘口が6年間務めたパーソナリティを卒業。
- 2012年（平成24年）4月7日 - 5年ぶりに冠が外れ、『COUNTDOWN jp』（カウントダウン・ジェイピー）を統一タイトルとする。6代目パーソナリティとしてジョージ・ウィリアムズが登場、パートナーにMISATOを据え、番組内容を一新。同じくして、番組公式ホームページをリニューアル。また、この日からはCMを減らして放送。
- 2013年（平成25年）4月6日 - 全国農業協同組合連合会（JA全農）がスポンサーに就き、タイトルを『JA全農 COUNTDOWN JAPAN』に改題。再び冠スポンサー番組となり『カウントダウン・ジャパン』のタイトルが3年ぶりに復活。なお、ジョージはそのまま続投し、MISATOの後任としてタレント・女優のホラン千秋が登場。
- 2016年（平成28年）8月6日 - 渋谷PARCOの建て替えに伴い、スペイン坂スタジオからの放送を終了する。8月13日から東京・半蔵門の本社スタジオに戻り、「アースギャラリー」から生放送する。
- 2017年（平成29年）4月1日 - ジョージのパートナーがホランから安田レイに交代。
- 2019年（平成31年）4月6日 - 音楽チャートに入るべき新たな才能をCOUNT ONする番組『COUNT ON JAPAN』（TOKYO FMのみで放送）をスピン・オフ企画として9月まで放送[2]。パーソナリティは本編と同じくジョージと安田が務めた。
- 2024年（令和6年）4月29日 - 『三和シヤッター 歌謡曲ベスト・テン』の放送開始から満50年を記念して特別番組『JA全農 COUNTDOWN JAPAN 50 YEARS ANNIVERSARY PARTY 〜from 渋谷スペイン坂スタジオ〜』を「渋谷PARCO 10F ComMunE[注 3]」で11:30 - 14:55に放送[3][注 4]。過去に当番組のパーソナリティーを務めた松本ともこがゲスト出演したほか、麻木久仁子、落合隼亮、荘口彰久もコメント出演を行った。
- 2025年（令和7年）3月29日- この日を最後に13年間パーソナリティを務めたジョージと、8年間パートナーを務めた安田が番組を卒業[4]。
- 2025年（令和7年）4月5日 - 新たに遠山大輔（グランジ）[注 5]と潮紗理菜（元日向坂46）が新パーソナリティに就任[5]。翌4月6日にTOKYO FMのみで、19:00より『COUNTDOWN JAPAN スピンオフ特番～はじめまして、遠山大輔です。潮紗理菜と申します～』を放送[6]。新パーソナリティを少しでも知ってもらうための自己紹介的番組だった。

## ジングル
『コーセー歌謡ベストテン』時代のテーマ曲・ジングルはパーソナリティである宮川泰が作曲・編曲したが、一部分演奏が失敗した所があると宮川本人が語っていた。『KOSE カウントダウンジャパン』のテーマはかの香織が歌い、『Vodafone カウントダウンジャパン』はLISA（元m-flo）が歌っている。これまではスポンサーが替わるとジングルもリニューアルされていたが、2006年（平成18年）4月以降ボーダフォンがスポンサーから撤退した後も同じテーマを使用している。「ボーダフォン」と歌う部分はカットされ、DHCが冠スポンサーについてから、当該部分はメロディに乗せずそのまま「DHC」と読み上げる。『カウントダウンジャパン』末期まで続いた。
2025年現在は、MCが『JA ZEN-NOH COUNTDOWN JAPAN!』と叫ぶジングルに使用されている。また2017年より番組のオープニングテーマが制作され、6代目MCの安田レイが2025年3月まで歌唱していた。
『コーセー歌謡ベストテン』のテーマ曲は、後年の『KOSÉ MUSIC ON THE EDGE』『KOSÉ Your Songs Best10』『KOSÉ HEALING BLUE』、2021年現在も『KOSÉ "Find My Beauty"』にアレンジして使用されている。
テーマ曲のオリジナル音源は長らくCD化されなかったが、2018年8月29日発売の「宮川泰 テレビテーマ・ワールド」に初期のオープニングとエンディングおよびジングル2種類が収録された。

## 歴代パーソナリティ
| 期間      | 期間       | タイトル                          | 男性                   | 女性           |
| --------- | ---------- | --------------------------------- | ---------------------- | -------------- |
| 1974.4.6  | 1975.3.29  | 三和シヤッター 歌謡曲ベスト・テン | 山崎唯                 | 宿谷このみ     |
| 1975.4.5  | 1985.5.25  | コーセー化粧品 歌謡ベスト10       | 宮川泰                 | 丸木陽子       |
| 1985.6.1  | 1985.7.27  | コーセー化粧品 歌謡ベスト10       | 宮川泰                 | 田中美登里     |
| 1985.8.3  | 1987.9.26  | コーセー化粧品 歌謡ベスト10       | 宮川泰                 | 相本久美子     |
| 1987.10.3 | 1989.9.30  | コーセー化粧品 歌謡ベスト10       | 宮川泰                 | 河野多紀       |
| 1989.10.7 | 1990.3.31  | KOSE 歌謡ベスト10                 | 宮川泰                 | 河野多紀       |
| 1990.4.7  | 1990.9.29  | KOSE 歌謡ベスト10                 | 深野義和               | 早坂あきよ     |
| 1990.10.6 | 1991.9.28  | KOSE 歌謡ベスト10                 | 深野義和               | 麻木久仁子     |
| 1991.10.5 | 1994.10.29 | KOSE カウントダウン・ジャパン     | 深野義和               | 麻木久仁子     |
| 1994.11.5 | 1996.9.28  | KOSE カウントダウン・ジャパン     | 深野義和               | 松本ともこ     |
| 1996.10.5 | 2002.3.30  | LAWSON カウントダウン・ジャパン   | 深野義和               | 松本ともこ     |
| 2002.4.6  | 2003.9.27  | DAIHATSU カウントダウン・ジャパン | 深野義和               | 松本ともこ     |
| 2003.10.4 | 2005.3.26  | Vodafone カウントダウン・ジャパン | 落合隼亮               | 水木ゆうな     |
| 2005.4.2  | 2006.3.25  | Vodafone カウントダウン・ジャパン | 落合隼亮               | 遠藤久美子     |
| 2006.4.1  | 2007.3.31  | カウントダウン・ジャパン          | 荘口彰久               | 河辺千恵子     |
| 2007.4.7  | 2008.3.29  | DHC カウントダウン・ジャパン      | 荘口彰久               | 河辺千恵子     |
| 2008.4.5  | 2010.1.30  | DHC カウントダウン・ジャパン      | 荘口彰久               | 高樹千佳子     |
| 2010.2.6  | 2010.2.27  | DHC カウントダウン・ジャパン      | 荘口彰久               | 皆藤愛子       |
| 2010.3.6  | 2010.3.27  | DHC カウントダウン・ジャパン      | 荘口彰久               | 中田有紀       |
| 2010.4.3  | 2011.3.26  | DHC COUNTDOWN jp                  | 荘口彰久               | 鈴木杏         |
| 2011.4.2  | 2012.3.31  | DHC COUNTDOWN jp                  | 荘口彰久               | にしおかすみこ |
| 2012.4.7  | 2013.3.30  | COUNTDOWN jp                      | ジョージ・ウィリアムズ | MISATO         |
| 2013.4.6  | 2017.3.25  | JA全農 COUNTDOWN JAPAN            | ジョージ・ウィリアムズ | ホラン千秋     |
| 2017.4.1  | 2025.3.29  | JA全農 COUNTDOWN JAPAN            | ジョージ・ウィリアムズ | 安田レイ       |
| 2025.4.5  | 現在       | JA全農 COUNTDOWN JAPAN            | 遠山大輔               | 潮紗理菜       |

### ピンチヒッター
- 中井美穂： 1997年（松本ともこ担当時に代打）
- にしおかすみこ： 2010年（平成22年）5月8日 - 6月5日、7月10日、11月1日 - 11月13日（鈴木杏の欠席（舞台公演の為）に伴う代打）
- 秋元才加（当時AKB48）：2011年（平成23年）4月2日
- 菅野結以：2014年（平成26年）8月2日、8月9日[8]
- 足立梨花：2024（令和6年）5月25日（安田レイの欠席（コンサート公演の為）に伴う代打）

## 年間邦楽チャート第1位獲得曲
2016年までは、年末恒例として「SUPER GRAND COUNTDOWN」と題し、本番組と午後2時からの洋楽専門番組「コスモ ポップス ベスト10」、そして日曜正午の「au ONAIR MUSIC CHART」と合同で6時間程度の特別番組を放送していた（放送日は毎年12月26日 - 29日など）。本番組は年間の邦楽チャートをゲストやパーソナリティの2人のトークと共に振り返る。
第1部に相当する当該番組では2009年度までは正午からの1時間55分を「COUNTDOWN JAPAN 年間チャート（放送年）」として放送していたが、2010年からは全番組が55分×3番組へ変更され当番組も縮小された。
2010年（平成22年）5月3日は「TOKYO FM 40th Anniversary COUNTDOWN jp Special」（トウキョウ エフエム フォーティース アニバーサリー カウンドダウン・ジェイピー スペシャル）と題した特番（11:30 - 14:55、パーソナリティ:荘口彰久、望月理恵）を放送し、40年間の年間チャート第1位を振り返った。
2017年（平成29年）3月に「コスモ ポップス ベスト10」が終了したため「SUPER GRAND COUNTDOWN」は2016年の放送を最後に終了。以降は土曜のカウントダウンプログラムが当番組のみとなったことから、「COUNTDOWN JAPAN 年間チャート（放送年）」のみ55分の単独番組として放送を継続している。
ここでは前身である「三和シヤッター 歌謡曲ベスト・テン」時代からの年間チャート1位獲得曲を列挙する。

### 年間獲得一覧
| 年度                              | 曲名                              | 歌手名                            |
| 三和シヤッター 歌謡曲ベスト・テン | 三和シヤッター 歌謡曲ベスト・テン | 三和シヤッター 歌謡曲ベスト・テン |
| --------------------------------- | --------------------------------- | --------------------------------- |
| 1974年（昭和49年）                | あなた                            | 小坂明子                          |
| コーセー化粧品 歌謡ベスト10       |                                   |                                   |
| 1975年（昭和50年）                | シクラメンのかほり                | 布施明                            |
| 1976年（昭和51年）                | 木綿のハンカチーフ                | 太田裕美                          |
| 1977年（昭和52年）                | 愛のメモリー                      | 松崎しげる                        |
| 1978年（昭和53年）                | 冬が来る前に                      | 紙ふうせん                        |
| 1979年（昭和54年）                | 関白宣言                          | さだまさし                        |
| 1980年（昭和55年）                | ダンシング・オールナイト          | もんた&ブラザーズ                 |
| 1981年（昭和56年）                | ルビーの指環                      | 寺尾聰                            |
| 1982年（昭和57年）                | 待つわ                            | あみん                            |
| 1983年（昭和58年）                | SWEET MEMORIES                    | 松田聖子                          |
| 1984年（昭和59年）                | ワインレッドの心                  | 安全地帯                          |
| 1985年（昭和60年）                | あの娘とスキャンダル              | チェッカーズ                      |
| 1986年（昭和61年）                | My Revolution                     | 渡辺美里                          |
| 1987年（昭和62年）                | 輝きながら…                       | 徳永英明                          |
| 1988年（昭和63年）                | 乾杯                              | 長渕剛                            |
| KOSE 歌謡ベスト10                 |                                   |                                   |
| 1989年（平成元年）                | 世界でいちばん熱い夏              | プリンセス・プリンセス            |
| 1990年（平成2年）                 | おどるポンポコリン                | B.B.クィーンズ                    |
| KOSE カウントダウン・ジャパン     |                                   |                                   |
| 1991年（平成3年）                 | SAY YES                           | CHAGE&ASKA                        |
| 1992年（平成4年）                 | 悲しみは雪のように                | 浜田省吾                          |
| 1993年（平成5年）                 | 負けないで                        | ZARD                              |
| 1994年（平成6年）                 | innocent world                    | Mr.Children                       |
| 1995年（平成7年）                 | LOVE LOVE LOVE                    | DREAMS COME TRUE                  |
| LAWSON カウントダウン・ジャパン   |                                   |                                   |
| 1996年（平成8年）                 | 愛の言霊 〜Spiritual Message      | サザンオールスターズ              |
| 1997年（平成9年）                 | 硝子の少年                        | KinKi Kids                        |
| 1998年（平成10年）                | Time goes by                      | Every Little Thing                |
| 1999年（平成11年）                | Automatic                         | 宇多田ヒカル                      |
| 2000年（平成12年）                | TSUNAMI                           | サザンオールスターズ              |
| 2001年（平成13年）                | PIECES OF A DREAM                 | CHEMISTRY                         |
| DAIHATSU カウントダウン・ジャパン |                                   |                                   |
| 2002年（平成14年）                | 大きな古時計                      | 平井堅                            |
| Vodafone カウントダウン・ジャパン |                                   |                                   |
| 2003年（平成15年）                | 世界に一つだけの花                | SMAP                              |
| 2004年（平成16年）                | 瞳をとじて                        | 平井堅                            |
| 2005年（平成17年）                | さくら                            | ケツメイシ                        |
| カウントダウン・ジャパン          |                                   |                                   |
| 2006年（平成18年）                | 純恋歌                            | 湘南乃風                          |
| DHC カウントダウン・ジャパン      |                                   |                                   |
| 2007年（平成19年）                | 千の風になって                    | 秋川雅史                          |
| 2008年（平成20年）                | そばにいるね                      | 青山テルマ feat.SoulJa            |
| 2009年（平成21年）                | イチブトゼンブ                    | B'z                               |
| DHC COUNTDOWN jp                  |                                   |                                   |
| 2010年（平成22年）                | ヘビーローテーション              | AKB48                             |
| 2011年（平成23年）                | フライングゲット                  | AKB48                             |
| COUNTDOWN jp                      |                                   |                                   |
| 2012年（平成24年）                | 生きてる生きてく                  | 福山雅治                          |
| JA全農 COUNTDOWN JAPAN            |                                   |                                   |
| 2013年（平成25年）                | 恋するフォーチュンクッキー        | AKB48                             |
| 2014年（平成26年）                | ひまわりの約束                    | 秦基博                            |
| 2015年（平成27年）                | 私以外私じゃないの                | ゲスの極み乙女。                  |
| 2016年（平成28年）                | 前前前世 (movie ver.)             | RADWIMPS                          |
| 2017年（平成29年）                | 恋                                | 星野源                            |
| 2018年（平成30年）                | Lemon                             | 米津玄師                          |
| 2019年（令和元年）                | Pretender                         | Official髭男dism                  |
| 2020年（令和2年）                 | 紅蓮華                            | LiSA                              |
| 2021年（令和3年）                 | ドライフラワー                    | 優里                              |
| 2022年（令和4年）                 | ミックスナッツ                    | Official髭男dism                  |
| 2023年（令和5年）                 | アイドル                          | YOASOBI                           |
| 2024年（令和6年）                 | ライラック                        | Mrs.GREEN APPLE                   |

## ネット局
JFN全国38局ネット。全局「radiko」（プレミアム含む）で聴取可能。
| 放送対象地域 | 放送局                  | 備考     |
| ------------ | ----------------------- | -------- |
| 東京都       | TOKYO FM                | ※制作局  |
| 北海道       | AIR-G'                  |          |
| 青森県       | AFB                     |          |
| 岩手県       | FM IWATE                |          |
| 宮城県       | Date fm                 |          |
| 秋田県       | AFM                     |          |
| 山形県       | Rhythm station          |          |
| 福島県       | ふくしまFM              |          |
| 栃木県       | RADIO BERRY             |          |
| 群馬県       | FM GUNMA                | [ 注 6 ] |
| 新潟県       | FM-NIIGATA              |          |
| 長野県       | FM長野                  |          |
| 静岡県       | K-MIX                   |          |
| 富山県       | FMとやま                |          |
| 石川県       | HELLO FIVE              |          |
| 福井県       | FM福井                  |          |
| 岐阜県       | FM GIFU                 |          |
| 愛知県       | FM AICHI                |          |
| 三重県       | レディオキューブ FM三重 |          |

| 放送地域       | 放送局         | 備考                    |
| -------------- | -------------- | ----------------------- |
| 滋賀県         | e-radio        |                         |
| 大阪府         | FM大阪         |                         |
| 兵庫県         | Kiss FM KOBE   | 2003年4月5日ネット開始  |
| 鳥取県・島根県 | V-air          |                         |
| 岡山県         | FM岡山         |                         |
| 広島県         | HFM            |                         |
| 山口県         | FMY            |                         |
| 香川県         | FM香川         |                         |
| 徳島県         | FM徳島         |                         |
| 愛媛県         | JOEU-FM        |                         |
| 高知県         | Hi-Six         |                         |
| 福岡県         | FM FUKUOKA     |                         |
| 佐賀県         | FMS            |                         |
| 長崎県         | FM Nagasaki    |                         |
| 熊本県         | FMK            |                         |
| 大分県         | Air-Radio FM88 | 1991年10月5日ネット開始 |
| 宮崎県         | JOY FM         |                         |
| 鹿児島県       | μFM            |                         |
| 沖縄県         | FM沖縄         | 1984年9月1日ネット開始  |

TOKYO FM、FM AICHI、FM大阪、FM FUKUOKAは1974年の番組開始時からネット。FM沖縄、Air-Radio FM88、Kiss FM KOBEはJFN加盟とともにネット開始（開始日を備考欄に付記）。その他の局は開局時からネット。

### 過去にネットしていた局
| 放送地域 | 放送局                       | 放送期間                      | 放送日時           | 放送系列 |
| -------- | ---------------------------- | ----------------------------- | ------------------ | -------- |
| 日本全域 | ローソンCSほっとステーション | 1996年10月5日 - 2002年3月30日 | 土曜 13:00 - 13:55 | 店内放送 |